# Parti pour la démocratie et l'indépendance intégrales
Le Parti pour la démocratie et l'indépendance intégrales (PDI) est un parti politique du Tchad fondé en 1997.

## Histoire
Le parti s’est constitué en 1997. Il a été fondé par Djébaret Julien Beassemda, inspecteur du Trésor qui a été candidat à l'élection présidentielle tchadienne de 2016 et qui est mort en 2018.
Depuis son décès, le parti est présidé par sa fille, Lydie Beassemda, qui s'avère être la première femme à s'être présentée à la présidentielle tchadienne.
Le parti a terminé 3e lors de l'élection présidentielle tchadienne de 2021 avec 3,16 % des suffrages.